# Sophie d'Houdetot
Élisabeth Sophie Françoise Lalive de Bellegarde, después por su matrimonio, condesa de Houdetot, nació el 18 de diciembre de 1730 en París, donde murió el 28 de enero de 1813. Sophie fue una salonnière francesa.

## Biografía
Hija de Louis-Denis-Joseph Lalive de Bellegarde y de Marie-Thérèse-Josèphe Prouveur (1696 -1743), Sophie se casó en la iglesia de Saint-Roch en París el 28 de febrero de 1748 con Claude-Constant-César. El conde de Houdetot (1724 -1806) fue un mariscal de campo de una antigua familia normanda (los señores de Houdetot), y un ludópata desenfrenado que se gastó toda su fortuna en el juego. Tuvieron dos hijos, César Louis Marie François Ange d'Houdetot, también mariscal de campo y luego gobernador de Martinica durante la Revolución Francesa, participó en la expedición de Santo Domingo en 1802, y Honoré Liévin d'Houdetot (nació en 1756 ).
Sophie fue cuñada y prima hermana de Louise d'Épinay (esposa de su hermano Denis-Joseph Lalive d'Épinay), que la acompañaba a los salones literarios de París. La condesa conservó, hasta el final de su larga vida, su simpatía y gusto por la poesía, a menudo creaba versos llenos de delicadeza y encanto. Causó una gran impresión en todos los que se acercaron a ella. Según el barón de Frénilly, ella era particularmente fea, lo que realmente no se aprecia en sus retratos, con rasgos toscos, voz ronca...etc. ; pero el autor de memorias, Frénilly, también reconocía que ella era «alegre, viva, ingeniosa, fructífera en buenos pensamientos y palabras felices » .
En 1752, Sophie d'Houdetot inició una relación amorosa con Jean-François de Saint-Lambert que duró hasta la muerte del poeta en 1803, formando con su marido Claude un hogar de tres que acaparó los titulares.

## Relación con Rousseau
Sophie d'Houdetot es conocida por el Libro IX de las Confesiones en el que Jean-Jacques Rousseau relata la pasión que originó por ella, y que no fue correspondida. La cuñada de la condesa, Louise d'Épinay, da una versión muy diferente en sus Souvenirs : Rousseau conoció a Sophie sin fijarse en ella en febrero de 1748 en Chevrette, en casa de Louise d'Épinay mientras el escritor habitaba ese hogar para escribir en solitud. Posteriormente, la vio varias veces en el Hermitage, pero no fue hasta enero de 1757, cuando el carruaje de la condesa se quedó atrapado en el barro y Sophie fue hasta la casa de Rousseau mientras el autor emprendió la redacción de La Nueva Héloïse, y se enamoró apasionadamente de ella. Al principio indulgente con el filósofo, al que llamó 'un loco interesante', ella se distanció en enero de 1758, para acabar con todos los intercambios amorosos después de 1760, justo cuando volvía Jean-Jacques Saint-Lambert, su amante, de su servicio militar.
Después de la Revolución Francesa, Sophie d'Houdetot y Saint-Lambert crearon en su propiedad de Sannois una sociedad donde se unieron los supervivientes de la sociedad literaria y filosófica del Siglo de las Luces — el fabulista Florian, el abat Morellet, Jean-François de La Harpe, Suard -- y jóvenes como Chateaubriand.
Murió el 28 de enero de 1813, en su residencia de París en el número 12 rue de Tournon. Sophie fue enterrada en París en el cementerio de Montmartre, frente a la tumba de Alexandre Dumas y al lado de la tumba de su nieto, Frédéric-Christophe d'Houdetot.